# MTV Video Music Awards 2009
Die MTV Video Music Awards 2009 fanden am 13. September 2009 in der Radio City Music Hall in New York City statt. Der Komiker Russell Brand war der Moderator wie schon 2008. Madonna eröffnete die Show mit einem Nachruf auf Michael Jackson. Danach tanzte Janet Jackson live auf der Bühne während im Hintergrund das Video Scream mit Michael Jackson lief.
Am 4. August wurden die Nominierungen vorgestellt. Beyoncé und Lady Gaga waren jeweils in neun Kategorien und Britney Spears in sieben nominiert.
Während Taylor Swift ihren Preis annahm und ihre Dankesrede hielt, sprang Kanye West auf die Bühne, unterbrach sie und entriss ihr das Mikrofon. Dann sagte er, Beyoncé hätte mit Single Ladies (Put a Ring on It) eines der besten Videos aller Zeiten gemacht. Taylor Swift war schockiert und auch Beyoncé schaute erschrocken. West wurde für seinen Ausfall vom Publikum ausgebuht. Das Verhalten von West wurde selbst von Präsident Barack Obama in einer Fernsehshow kritisiert.

## Video of the Year
- Beyoncé – Single Ladies (Put a Ring on It)
- Eminem – We Made You
- Lady Gaga – Poker Face
- Britney Spears – Womanizer
- Kanye West – Love Lockdown

## Best Male Video
- Eminem – We Made You
- Jay-Z – D.O.A. (Death of Auto-Tune)
- Ne-Yo – Miss Independent
- T.I. (featuring Rihanna) – Live Your Life
- Kanye West – Love Lockdown

## Best Female Video
- Beyoncé – Single Ladies (Put a Ring on It)
- Kelly Clarkson – My Life Would Suck Without You
- Lady Gaga – Poker Face
- Katy Perry – Hot n Cold
- Pink – So What
- Taylor Swift – You Belong with Me

## Best New Artist
- 3OH!3 – Don’t Trust Me
- Drake – Best I Ever Had
- Kid Cudi – Day ’n’ Nite
- Lady Gaga – Poker Face
- Asher Roth – I Love College

## Best Pop Video
- Beyoncé – Single Ladies (Put a Ring on It)
- Cobra Starship (featuring Leighton Meester) – Good Girls Go Bad
- Lady Gaga – Poker Face
- Britney Spears – Womanizer
- Wisin y Yandel – Abusadora

## Best Rock Video
- Coldplay – Viva la Vida
- Fall Out Boy – I Don’t Care
- Green Day – 21 Guns
- Kings of Leon – Use Somebody
- Paramore – Decode

## Best Hip-Hop Video
- Eminem – We Made You
- Flo Rida – Right Round
- Jay-Z – D.O.A. (Death of Auto-Tune)
- Asher Roth – I Love College
- Kanye West – Love Lockdown

## Breakthrough Video
- Anjulie – Boom
- Bat for Lashes – Daniel
- Chairlift – Evident Utensil
- Cold War Kids – I’ve Seen Enough
- Death Cab for Cutie – Grapevine Fires
- Gnarls Barkley – Who’s Gonna Save My Soul
- Major Lazer – Hold the Line
- Matt & Kim – Lessons Learned
- Passion Pit – The Reeling
- Yeah Yeah Yeahs – Heads Will Roll

## Best Direction in a Video
- Beyoncé – Single Ladies (Put a Ring on It) (Regisseur: Jake Nava)
- Cobra Starship (featuring Leighton Meester) – Good Girls Go Bad (Regisseur: Kai Regan)
- Green Day – 21 Guns (Regisseur: Marc Webb)
- Lady Gaga – Paparazzi (Regisseur: Jonas Åkerlund)
- Britney Spears – Circus (Regisseur: Francis Lawrence)

## Best Choreography in a Video
- Beyoncé – Single Ladies (Put a Ring on It) (Choreographers: Frank Gatson and JaQuel Knight)
- Ciara (featuring Justin Timberlake) – Love Sex Magic (Choreographers: Jamaica Craft and Marty)
- Kristinia DeBarge – Goodbye (Choreographer: Jamaica Craft)
- A. R. Rahman and the Pussycat Dolls (featuring Nicole Scherzinger) – Jai Ho! (You Are My Destiny) (Choreographers: Robin Antin and Mikey Minden)
- Britney Spears – Circus (Choreographer: Andre Fuentes)

## Best Special Effects in a Video
- Beyoncé – Single Ladies (Put a Ring on It) (Special Effects: VFX Effects and Louis Mackall V)
- Eminem – We Made You (Special Effects: Ingenuity Engine)
- Gnarls Barkley – Who’s Gonna Save My Soul (Special Effects: Gradient Effects and Image Metrics)
- Lady Gaga – Paparazzi (Special Effects: Chimney Pot)
- Kanye West – Love Lockdown(Special Effects: Wizardflex und Ghost Town Media)

## Best Art Direction in a Video
- Beyoncé – Single Ladies (Put a Ring on It) (Art Director: Niamh Byrne)
- Coldplay – Viva la Vida (Art Director: Gregory de Maria)
- Gnarls Barkley – Who’s Gonna Save My Soul (Art Director: Zach Matthews)
- Lady Gaga – Paparazzi (Art Director: Jason Hamilton)
- Britney Spears – Circus (Art Directors: Laura Fox and Charles Varga)

## Best Editing in a Video
- Beyoncé – Single Ladies (Put a Ring on It) (Editor: Jarrett Fijal)
- Coldplay – Viva la Vida (Editor: Hype Williams)
- Miley Cyrus – 7 Things (Editor: Jarrett Fijal)
- Lady Gaga – Paparazzi (Editors: Danny Tull and Jonas Åkerlund)
- Britney Spears – Circus (Editor: Jarrett Fijal)

## Best Cinematography
- Beyoncé – Single Ladies (Put a Ring on It) (Director of Photography: Jim Fealy)
- Coldplay – Viva la Vida (Director of Photography: John Perez)
- Green Day – 21 Guns (Director of Photography: Jonathan Sela)
- Lady Gaga – Paparazzi (Director of Photography: Eric Broms)
- Britney Spears – Circus (Director of Photography: Thomas Kloss)

## Best Video (That Should Have Won a Moonman)
- Beastie Boys – Sabotage
- Björk – Human Behaviour
- Dr. Dre – Nuthin’ but a ‘G’ Thang
- Foo Fighters – Everlong
- George Michael – Freedom! ’90
- OK Go – Here It Goes Again
- Tom Petty & the Heartbreakers – Into the Great Wide Open
- Radiohead – Karma Police
- David Lee Roth – California Girls
- U2 – Where the Streets Have No Name

## Best Performance in a Pepsi Rock Band Video
- Blaq Star – Shining Star
- Nerds in Disguise –  My Own Worst Enemy
- One (Wo)Man Band –  Bad Reputation
- The Sleezy Treezy – Here It Goes Again
- Synopsis – The Kill

## Best Breakout New York City Artist Award
- MeTalkPretty
- Red Directors
- The Shells

## Präsentatoren
- Madonna
- Justin Bieber
- Jack Black
- Gerard Butler
- Kristin Cavallari
- Alexa Chung
- Miranda Cosgrove
- Eminem
- Jimmy Fallon
- Adam Brody
- Megan Fox
- Robert Pattinson
- Kristen Stewart
- Taylor Lautner
- Nelly Furtado
- Jennifer Lopez
- Leighton Meester
- Tracy Morgan
- Ne-Yo
- Chace Crawford
- Katy Perry
- Andy Samberg
- Gabe Saporta
- Shakira
- Jamie-Lynn Sigler
- Pete Wentz